# Akucjusz (męczennik)
Akucjusz (łac. Acutius, wł. Acuzio; zm. 305) –  święty chrześcijański, męczennik.
Żył w mieście Puteoli. Był osobą świecką. Wraz ze św. Prokulem i św. Eutychesem zaprotestowali przeciwko skazaniu świętych Januarego, Festusa i Dezyderiusza na pożarcie przez dzikie niedźwiedzie w amfiteatrze. Cała trójka została skazana na śmierć. Przez fakt posiadania obywatelstwa rzymskiego nie mogli zginąć na arenie, więc zostali publicznie ścięci na rynku miasta.
Śmierć św. Akucjusza nastąpiła za panowania cesarza Dioklecjana.